# Кемп-девідські угоди
Кемп-девідські угоди (англ. Camp David Accords) — домовленості, досягнуті в рамках ізраїльсько-єгипетського мирного договору. Попередні угоди були укладені в 1978 році на саміті в Кемп-Девіді (США). В 1979 році у Вашингтоні договір про мир між Ізраїлем і Єгиптом було підписано Менахемом Беґіном і Анваром Садатом.

## Створення Фронту стійкості й протидії

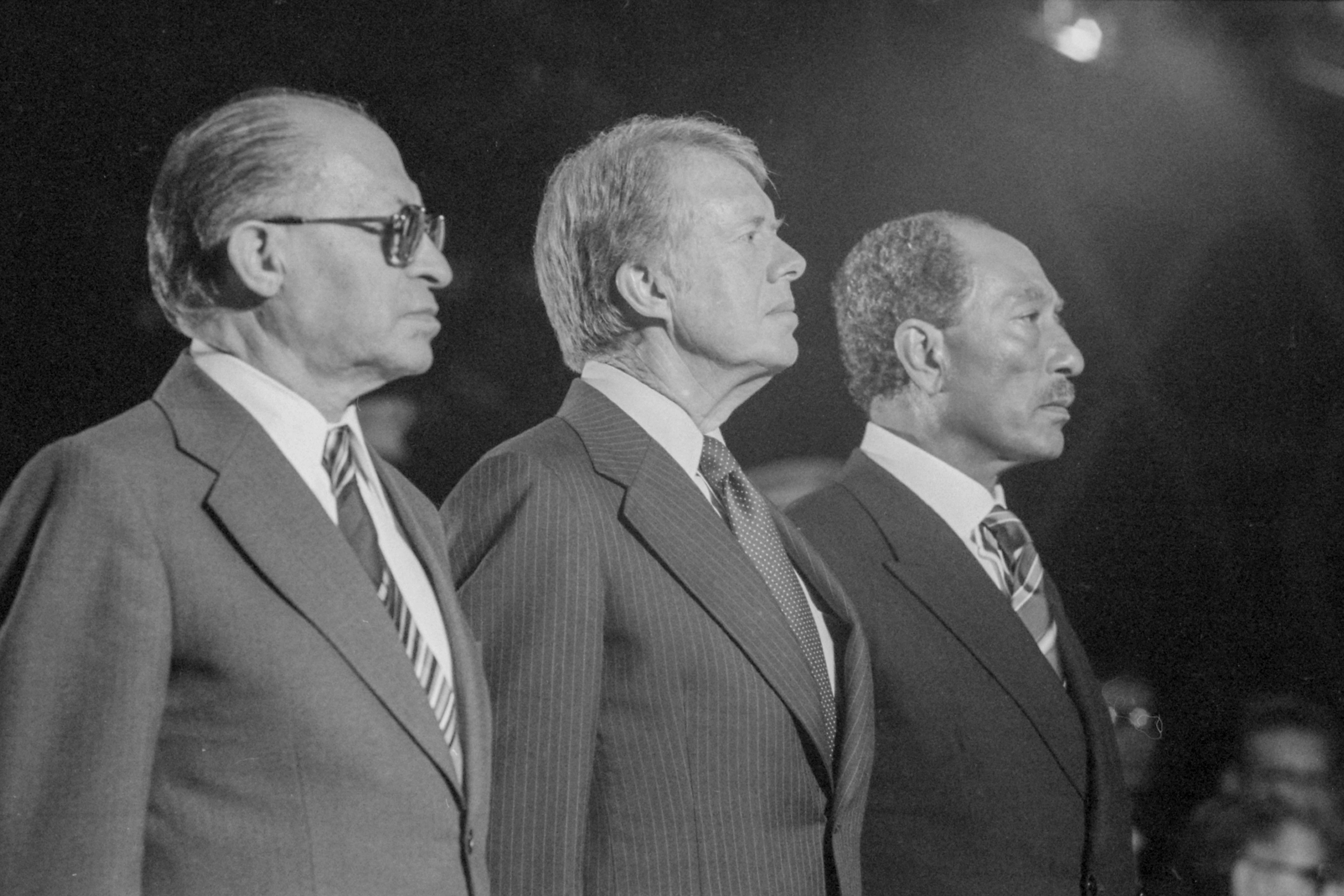
Менахем Бегін, Джиммі Картер й Анвар Садат у Кемп-Девіді

Президент Єгипту Анвар Садат 9 листопада 1977 року зробив заяву, що він готовий зустрітися з ізраїльськими керівниками для досягнення миру на Близькому Сході. 19—21 листопада відбувся візит Анвара Садата в Єрусалим, у грудні 1977 року — серія зустрічей представників Єгипту, Ізраїлю та США. Арабські країни поставилися до ініціативи Анвара Садата неоднозначно. Деякі країни, зокрема Оман, підтримали її. Більшість, так звані «помірковані», зайняли очікувальну позицію, на словах осуджуючи Анвара Садата. «Радикали» ж закликали до ізоляції Єгипту в арабському світі, і на деякий час їм удалося нав'язати свою позицію всім членам Ліги арабських держав. 2—4 грудня 1977 року відбулася нарада керівників Алжиру, Лівії, Народної Демократичної Республіки Ємен, Сирії та Організації визволення Палестини, яка осудила ініціативу А. Садата й ухвалила рішення про невизнання результатів переговорів і розірвання відносин з Єгиптом. Був створений фронт стійкості й протидії. 4 січня Анвар Садат зустрівся з прем'єр-міністром Ізраїлю Менахемом Беґіном.

## Міжнародні правові акти
16—17 вересня 1978 року в Кемп-Девіді відбулася зустріч президента США Джиммі Картера, президента Єгипту Анвара Садата і прем'єр-міністра Ізраїлю Менахема Беґіна. 17 вересня сторони підписали два документи — «Рамки миру на Близькому Сході» та «Рамки для укладання мирного договору між Єгиптом і Ізраїлем». Президент США підписав ці документи формально як «свідок». «Рамки миру» передбачали розв'язання палестинської проблеми шляхом надання обмеженого самоврядування палестинцям Західного берега річки Йордан і сектора Гази. Ці території, однак, протягом п'яти років мали залишатися під управлянням ізраїльської адміністрації. Отже, автономія надавалася населенню, а не території. Не було вирішено питання майбутнє Єрусалима та Голанських висот. Не згадувалася Організація визволення Палестини, право палестинського народу на самовизначення. Джиммі Картер назвав цей мир «справедливим», Менахем Беґін дав характеристику підписання кемп-девідських угод як найважливішу подію після Віденського конгресу 1815 року, Анвар Садат — як велику перемогу Єгипту, Ізраїлю та усього людства. І три політичні діячі стали лауреатами Нобелівської премії миру. У вересні 1978 року арабські країни-члени Фронту стійкості й протидії ухвалили рішення про розірвання відносин з Єгиптом і застосування проти нього економічних санкцій. У листопаді 1978 року відбулася нарада глав держав і урядів арабських країн у Багдаді. Вона засвідчила розмежування сил в арабському світі у зв'язку з кемп-девідськими угодами.

## Мирний договір між Єгиптом і Ізраїлем 1979 року
26 березня 1979 року у Вашингтоні був підписаний мирний договір між Єгиптом і Ізраїлем. Президент США Джиммі Картер знову виступив як «свідок». Договір складався з преамбули, дев'яти статей і додатків. У преамбулі говорилося про необхідність установлення справедливого й тривалого миру на Близькому Сході згідно з резолюціями Ради Безпеки ООН № 242 та № 338. Договір передбачав відновлення суверенітету Єгипту над Синайським півостровом після завершення виведення звідти ізраїльських військ, яке мало відбутися протягом трьох років. Для забезпечення виконання договору Єгипет, Ізраїль та США домовилися про розміщення на Синайському півострові сил і спостерігачів ООН. Договір передбачав встановлення нормальних дипломатичних, економічних і культурних відносин між Єгиптом і Ізраїлем. До договору додавалися роз'яснення про його пріоритетний характер порівняно з усіма зобов'язаннями Єгипту. Кемп-девідські угоди Вашингтонський мирний договір, налагодження «стратегічного співробітництва» між Ізраїлем та США посилили позиції провідних країн Заходу, зокрема США, на Близькому Сході. Позиції СРСР значно похитнулися. Ізраїль мав змогу продовжувати свою політику, що засвідчила, зокрема, його вторгнення у Ліван 1982 року, політика з питань Єрусалима. Кемп-девідський процес задав удару по єдності арабських країн, подальше розмежування тривало, що дістало відображення в утворенні у 1980-х роках арабських субрегіональних організацій економічного та політичного спрямування. Після підписання договору Єгипет певний час залишався в ізоляції в арабському світі. Однак необхідність компромісу у справі близькосхідного врегулювання ставала дедалі очевиднішою. Єгипет був першою арабською країною, що нормалізував відносини з Ізраїлем. Не мине й 15 років, як цим шляхом підуть і іншу арабські країни. У жовтні 1981 року Анвар Садат загинув від руки мусульманського фанатика. Наступник Анвара Садата Хосні Мубарак продовжив його політику щодо врегулювання близькосхідного конфлікту, але спромігся нормалізувати відносини з арабськими країнами й відновити роль Єгипту як «центру сили» на Близькому Сході.